# 약해 에이즈 사건
약해(藥害) 에이즈 사건 또는 일본의 오염된 혈액 스캔들이라고 불리는 사건이다. 1980년대 일본에서 1~2천 명의 혈우병 환자가 오염된 혈액제제를 통해 HIV에 감염되었다. 논란은 감염 확산을 막는 열치료제 개발 이후 열처리되지 않은 혈액제제를 계속 사용하는 것에 집중되었다. 일본 후생성의 일부 고위 공무원, 제조회사 임원 및 혈우병 연구 분야의 선도적인 의사가 비자발적 과실치사 혐의로 기소되었다.

## 배경
후천성면역결핍증후군, 또는 에이즈는 인간면역결핍바이러스, HIV에 의해 발생하는 전염성 질병이다. 에이즈는 치료가 불가능하며 에이즈와 유사한 질병의 출현에 대한 최초의 인식은 1981년 로스앤젤레스에서 일어났다.
1985년이 되어서야 일본에서 에이즈의 첫 번째 사례가 공식적으로 보고되었다. 그러나 1983년 초, 일본의 후생성은 백스터 트라베놀 연구소(BTL)로부터 HIV를 죽이기 위해 열처리 된 미국 식품의약국(FDA)으로부터 허가 받은 새로운 혈액 제품을 제조하고 있다는 통보를 받았다. BTL은 일본에서 이 새로운 제품을 허가하는 데 관심이 있었다. 일본 혈액 제품의 주요 공급자인 미도리주지사는 이것이 "열처리제 자체를 만들 준비가 되어 있지 않았기 때문에" 불공정한 경쟁이 될 것이라고 항의했다. 후생성는 비가열 혈액 제품의 선별, 열처리 임상시험, 그리고 국내 헌혈를 늘리기 위한 캠페인을 명령함으로써 대응했다. 한편 미도리주지는 "열처리되지 않은 혈액 제품의 안전 보장"의 편지를 환자들에게 배포했는데, 그들 중 많은 사람들이 혈우병을 가지고 있었다.

## 일본내 에이즈 확산
일본에서 HIV에 감염된 것으로 알려진 첫 번째 사례는 1979년에 발생했으며 의사가 혈액제제를 처방 받은 혈우병 환자에게 영향을 미쳤다. 두 번째 환자는 몇 년 동안 해외에 살았던 일본 남성 예술가였다. 1980년대 초에 다른 환자들도 보고되었으며 이 환자들은 혈우병 환자이거나 동성애 경험이 있었다. 이성교제를 통해 바이러스에 감염된 HIV 양성 여성에 대한 언론의 집중적인 보도 이후 이 질병은 일본에서 널리 알려졌고 정부는 혈액제제의 안전성에 대한 분쟁에 대한 연구를 명령했다.

## 소송
1989년 5월과 10월, 오사카와 도쿄에서 에이즈에 감염된 혈우병 환자들은 후생성과 5개의 일본 제약회사를 상대로 소송을 제기했다. 1983년 후생성 에이즈 연구팀장을 맡았던 아베 다케시 박사를 상대로 1994년 살인미수 혐의로 두 건의 소송을 제기했고, 2005년에는 무죄 판결을 받았다. 아베 다케시는 데이쿄 대학의 부총장직을 사임했다.
1996년 1월, 간 나오토는 후생성 장관으로 임명되었다. 그는 스캔들을 조사하기 위해 팀을 구성했고, 그러한 문서가 존재하지 않는다는 후생성의 주장에도 불구하고 한 달 만에 스캔들과 관련된 9개의 문서 파일이 밝혀졌다. 장관으로서 간 나오토는 즉시 후생성의 법적 책임을 인정하고 원고들에게 공식적으로 사과했다.
칸 박사팀이 밝혀낸 보고서는 오염 가능성에 대한 보고서 이후 일본 수입업자에 의해 비가열 혈액제제가 회수되었다고 밝혔다. 그러나 수입업자가 후생성에 보고서를 제출하려고 했을 때 그러한 보고서는 불필요하다고 들었다. 후생성은 "HIV에 대한 감염과 가열되지 않은 혈액제제의 사용 사이의 연관성을 지적하는 증거 부족"이 있다고 주장했다. 한 관계자에 따르면, "우리는 환자들 사이에서 불안을 조장할 수 있는 사실을 공개할 수 없었다."
파일에 따르면, 후생성는 1983년에 치료받지 않은 혈액 및 혈액 제품의 수입을 금지하고 열처리된 제품의 긴급 수입을 허용할 것을 권고했다. 그러나 일주일 후, 이 권고는 비가열 혈액 제품을 판매하는 일본 마케팅 담당자들에게 "충격을 줄 것"이기 때문에 철회되었다.
1983년 일본은 4천 6백만 개의 준비된 혈액 제품뿐만 아니라 자체 혈액 제품을 생산하기 위해 미국으로부터 314만 리터의 혈장을 수입했다. 이 수입된 혈액 제품들은 HIV 감염의 위험이 없는 것으로 알려졌으며 1986년까지 일본에서 사용되었다. 열처리 제품은 1985년부터 판매되었지만 남아있는 제품에 대한 리콜이나 비가열 제품 사용의 위험성에 대한 경고는 없었다. 그 결과 병원과 환자의 집 냉장고에 보관된 가열되지 않는 혈액 제제가 사용되었다. 1985년과 1986년 사이에 개인들이 처음으로 혈우병 진단을 받고 치료를 시작했으며 가열되지 않은 혈액 제제에서 HIV가 전염될 수 있다는 것이 알려졌음에도 불구하고 HIV에 감염된 사례가 보고되었다.
1984년 초에 몇몇 일본인 혈우병 환자들이 가열되지 않은 혈액 제제를 사용하여 HIV에 감염된 것으로 밝혀졌다.

## 기소
마쓰시타 렌조 전 후생성 제약국장과 그의 동료 2명이 업무상 과실치사상 혐의로 유죄 판결을 받았다. 마쓰시타는 징역 2년을 선고받았다. 그에게 살인 혐의도 적용됐다. 은퇴 후 미도리주지 회장이 된 마쓰시타는 1980년대 이후 일본 혈액 산업에서 임원으로 은퇴한 최소 9명의 전 후생성 관료 중 한 명이다. 그 여파로 1998년 미도리주지사는 요시도미제약과 합병하는 길을 택했다.

## 731부대와의 연관성
이 사건을 조사하는 과정에서 상기한 창립자들의 731부대 복무 사실까지 까발려졌고, 일본 사회를 충격의 도가니로 몰아넣었다. 나이또 료이치는 731부대 시절에 육군군의학교 방역 연구실의 책임자로서 731부대의 세균 무기 개발과 연구, 심지어 인체실험에도 관여한 인물이었으며, 이 때문에 나이또는 제2차 세계 대전 종전 직후 731부대가 주도한 세균전 및 인체 실험에 관한 중요 참고인으로서 GHQ의 심문을 받기도 했다.
심지어 미도리주지의 공동설립자 중 한 명인 기타노 마사지(北野政次, 1894~1986)는 한술 더 떠 아예 731부대의 2인자이자 이시이 시로의 뒤를 이은 731부대 제2대 부대장이였고, 1959년에는 일본혈액은행 최고 이사이자 도쿄 공장 책임자까지 올랐으며, 같은 해에는 이시이 시로의 장례위원장까지 맡았고, 2차 대전 후 최초의 일본인 남극 탐험대를 위해 설치한 제1기 남극특별위원회의 위원까지 지냈다.
아베 다케시도 역시 731부대에 복무한 사실이 드러났다.